# Ghosts of Cité Soleil
Ghosts of Cité Soleil ist ein Dokumentarfilm über die Missstände im Elendsviertel Cité Soleil der haitianischen Hauptstadt Port-au-Prince.  Regisseur Asger Leth fokussiert dabei hauptsächlich die Lebensverhältnisse der beiden Brüder Winson alias „2Pac“ und James alias „Bily“. Jeder der beiden ist Anführer einer Bande so genannter Chimères, die mit Waffengewalt ganze Stadtteile kontrollieren.